# جيري رينولدز
جيري رينولدز (بالإنجليزية: Jerry Reynolds)‏ (15 أبريل 1867 في المملكة المتحدة - 1 يناير 1944) هو لاعب كرة قدم بريطاني (وحمل سابقاً جنسية المملكة المتحدة لبريطانيا العظمى وأيرلندا) في مركز الظهير. لعب مع نادي بيرنلي ونادي سلتيك ونادي هيبرنيان وCowlairs F.C. ‏.